# Сандра
Сандра (мађ. Szandra) је женско име које се користи у мађарском језику, а води порекло из италијанског језика (итал. Sandra). Скраћеница је имена Александра.
Сродна имена су Алекса и Алексија.

## Имендани
- 18. март
- 18. мај

## Варијације имена у језицима
- енгл.
- итал.

## Познате личности
- Сандра Булок (енгл. Sandra Bullock), глумица
- Сандра Силађев, глумица и стенд-ап комичарка
- Сандра, певачица